# Anumāna
Anumāna (en sanskrit IAST ; devanāgarī : अनुमान) signifie « inférence ». L'épistémologie est un point essentiel de la philosophie indienne et les "moyens de connaissance valides" (pramana) sont un thème majeur de celle-ci. Le terme anumāna apparaît dès avant l’ère chrétienne, dans le Taittiriya Aranyaka 1.2, un texte védique tardif, mais la première élaboration de cette théorie provient des Nyaya Sutra, texte fondateur de la philosophie Nyâya, qui s'est spécialisée dans la logique et la dialectique. Le premier commentateur de ce texte, Vâtsyâyana, a posé pour l' « inférence » a deux formes essentielles: 
- "l'inférence pour soi" (svārthānumāna), où l'on déduit d'un signe caractéristique (liṅga) le porteur de celui-ci (liṅgin), l'exemple type étant la fumée dont on déduit la présence d'un feu.
- "l'inférence pour l'autre" (parārthānumāna), démonstrative, une sorte de syllogisme (nyāya) à portée didactique[2].

Les philosophes jaïnas, tel Bhadrabahu le Jeune qui exposa vers 375 un syllogisme à 10 membres dans sa Dasavaikālīkaniryukti, ont également beaucoup contribué à la logique indienne, de même que les bouddhistes, tels que Vasubandhu et Dignaga qui conditionneront cette inférence à la loi de concomitance constante (vyāpti), c'est-à-dire à la coexistence logique de deux entités (on ne peut déduire le feu de la fumée que si le feu est toujours accompagné de fumée). 
Les seuls systèmes philosophiques indiens (darshana) ne reconnaissant pas l’inférence comme moyen de connaissance valide (pramana) sont les doctrines dites « matérialistes » (charvaka). Leur argument était que cette concomitance constante (vyāpti) entre l’objet d’une inférence et sa raison est improuvable. On ne peut constater en chaque cas, en tout lieu et en tout temps la coexistence nécessaire entre le feu et la fumée.